# Pronacja
Pronacja (łac. pronatio) inaczej nawracanie, rotacja wewnętrzna − obrót dystalnej części kończyny do wewnątrz w stosunku do jej długiej osi, tj. od równoległego do skrętoległego położenia kości promieniowej i łokciowej względem siebie.

## Przykłady
- Przedramię ustawione jest w pronacji, gdy obrót przedramienia zgiętego w stawie łokciowym powoduje, że kciuk kieruje się na zewnątrz od osi ciała
- Obie kończyny dolne ustawione są w pronacji wówczas, gdy w pozycji siedzącej obie stopy zbliżają się do siebie
- Obie stopy ustawione są w pronacji wówczas, gdy podczas ich obrotu powierzchnie podeszwowe oddalają się od siebie